# Северный автовокзал (Екатеринбург)
Автовокза́л «Се́верный» (также «Северный автовокзал») — один из двух автовокзалов Екатеринбурга. Расположен в Железнодорожном административном районе, в жилом районе Вокзальном, на Вокзальной улице, 15А. Автовокзал находится в непосредственной близости к железнодорожному вокзалу города. Обслуживает ряд областных, межрегиональных, а также межгосударственных маршрутов.

## Обустройство
Северный автовокзал был открыт в 2001 году на месте стихийно образовавшейся автокассы. Ныне в автовокзальном комплексе имеются камера хранения багажа, кафе, комната матери и ребёнка, справочное бюро, железнодорожные и авиакассы, оборудован бесплатный Wi-Fi.

## Общественный транспорт
До Северного автовокзала Екатеринбурга можно добраться:
1. на автобусах и маршрутных такси: № 082, № 57а, № 60 и № 61 (остановка «Вокзальная улица»);
2. на метро (станция «Уральская»).

Вблизи автовокзала находится главный железнодорожный вокзал Екатеринбурга — станция Екатеринбург-Пассажирский, которая может служить в качестве пересадочного пункта (при пересадке с автобуса на поезд и наоборот).

## Автобусные маршруты
По состоянию на начало 2020-х гг., Северный автовокзал осуществляет автобусное сообщение Екатеринбурга более чем с 60-ю населёнными пунктами (см. ниже).
 Внутриобластные
- Алапаевск
- Асбест
- Байкалово
- Битимка
- Буланаш
- Верхний Тагил
- Верхняя Салда
- Верхняя Синячиха
- Верхотурье
- Гороблагодатская
- Динас (Первоуральск)
- Заречный
- Ивдель
- Ирбит
- Карпинск
- Качканар
- Кировград
- Косулино
- Красногвардейский
- Краснотурьинск
- Красноуральск
- Кушва
- Ледянка
- Ленёвское
- Лесной
- Лобва
- Махнёво
- Невьянск
- Нижний Тагил
- Нижняя Салда
- Нижняя Тура
- Новоуральск
- Новоуткинск
- Первоуральск
- Порошино
- Ревда
- Реж
- Рефтинский
- Сагра (через Исеть)
- Североуральск
- Серов
- Солдатка
- Староуткинск
- Сухой Лог
- Таборы
- Туринск
- Черёмухово
- Чусовое

Проследующие маршруты
- Кольцово — Краснотурьинск
- Кольцово — Лесной
- Кольцово — Нижний Тагил

 Межрегиональные
- Белорецк
- Бирск
- Курган
- Магнитогорск
- Озёрск
- Сибай
- Снежинск
- Соликамск
- Тюмень
- Чебаркуль
- Челябинск
- Чусовой

Проследующие маршруты
- Курган — Нижний Тагил
- Курган — Пермь
- Первоуральск — Челябинск

 Межгосударственные
- Бишкек
- Караганда
- Костанай